# Banco Nacional de Datos Genéticos
El Banco Nacional de Datos Genéticos es una institución argentina encargada de obtener y almacenar información genética para determinar casos de filiación de hijos de personas desaparecidas, que hubiesen sido secuestrados junto a sus padres o hubiesen nacido durante el cautiverio de sus madres en la última Dictadura cívico-militar (1976-1983). Fue creada en 1987 por la ley 23.511 bajo el gobierno democrático del Dr. Raúl Alfonsín. 
Además ayuda a la justicia y a las organizaciones gubernamentales y no gubernamentales especializadas en la materia objeto de esta ley en la identificación genética de los restos de personas víctimas de desaparición forzada.

## Historia

### Contexto político y social
El 24 de marzo de 1976, se dio inicio a la última dictadura cívico militar de la Argentina, autodenominada Proceso de Reorganización Nacional. Esta última dictadura fue la más radical de todos los experimentos militares de la historia argentina: estructuró un plan sistemático de apropiación de bebés y niños, con más de 600 centros clandestinos de detención, tortura y exterminio. Alrededor de 500 hijos/as de personas desaparecidas que nacieron en cautiverio o fueron secuestrados/as junto a sus madres y/o padres fueron apropiados entre 1975 y 1980. En este contexto nace la asociación Abuelas de Plaza de Mayo. 

### Antecedentes
El origen de crear un banco de datos genéticos viene del contacto que la organización de las Abuelas de Plaza de Mayo mantenía con activistas y organizaciones extranjeras, y a través de ellos, con la comunidad científica estadounidense y europea. En 1982, entraron en contacto con Víctor Penchaszadeh, a quien le presentaron sus inquietudes acerca de la posibilidad de tener un mecanismo para identificar a los niños desaparecidos. A partir de allí crearon una red transnacional científica con el objetivo de aplicar el análisis de los marcadores genéticos a la identificación de niños en ausencia de sus padres. 
De estos contactos surge en 1984, la idea de un banco genético en donde se conserve la información genética de los grupos familiares. El banco permitiría la identificación de un niño sospechado de ser hijo de desaparecidos, comparando la sangre del niño con los registros almacenados.
En el primer lugar en que esta idea se vio realizada fue en la CONADEP, quien tenía como una tarea central el problema de los niños desaparecidos. Para auxiliar a esta organización con la búsqueda, el Poder Ejecutivo bajo el gobierno de Alfonsín, anunció en 1983 la creación de una comisión de asesoramiento sobre los “niños desaparecidos” al interior de la Secretaría de Desarrollo Humano y Familia.

Las Abuelas le propusieron a la CONADEP que incorporara las nuevas técnicas de identificación desarrolladas por la comunidad científica. Un grupo de científicos fue invitado a la Argentina para colaborar con la identificación no solo de niños desaparecidos sino también de los cadáveres NN.

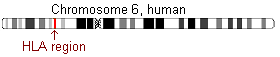
HLA. Es el MHC (complejo mayor de histocompatibilidad) que poseen los seres humanos

Fue notable el aporte de Mary Claire King, genetista estadounidense quien con una mirada estratégica advirtió la complejidad logística de trasladar las muestras de a otro país para los estudios de HLA. En 1984 el matemático francés Pierre Darlu  realiza un primer borrador con el desarrollo estadístico de lo que luego conoceríamos como el  índice de abuelidad.
Para difundir los resultados y la validez de los estudios genéticos, King dio conferencias en Buenos Aires y La Plata. Recomendó enfáticamente centralizar estos estudios en el Hospital Durand, creando un banco de datos genéticos para ayudar en la localización. La decisión de que ese hospital sea la sede fue porque se estaba dando el caso de la niña Paula Logares, una disputa judicial en un caso de apropiación entre la abuela de la niña y sus padres adoptivos. Se pidieron unos análisis de sangre para obtener pruebas concluyentes, que inició la búsqueda por algún laboratorio con las condiciones para realizarlo. Se recomienda utilizar el Servicio de Inmunología del Hospital Durand de la Ciudad de Buenos Aires por su capital humano y material para este tipo de estudios. 
Antes de que se cree el BNDG, se creó una Comisión de Expertos en el ámbito de la Municipalidad de la Ciudad de Buenos Aires. Esta estaba bajo la órbita de la Secretaría de Salud Pública y Medio Ambiente de la ciudad. El organismo colaboraría con la CONADEP en la identificación de niños desaparecidos realizando y evaluando los estudios de laboratorios necesarios para establecer sus antecedentes genéticos.  Como esta Comisión no tenía la potestad de almacenar los datos genéticos, las Abuelas se lanzaron a la sanción de una ley para crear un banco genético de carácter nacional. El primer proyecto de ley fue al Congreso en 1984 pero no logró que sea tratado. 
Antes de su constitución legal, Alfonsín creó por decreto la Subsecretaría de Derechos Humanos, para darle continuidad al trabajo de la CONADEP. En este organismo se dejó planteada la necesidad de sistematizar los datos reunidos por la CONADEP y ponerlos a disposición de la justicia, que era menester continuar con la identificación de cadáveres N.N. y la búsqueda de niños desaparecidos. Fue importante su creación porque explicaba el apoyo del gobierno nacional al proyecto de creación de un banco genético. 
Entonces, en 1985, el gobierno radical y las Abuelas trabajaron en el anteproyecto de forma conjunta. Participó el equipo de abogados/as de Abuelas; las Subsecretarías de Derechos Humanos, de Salud y Acción Social y de Desarrollo Humano y Familia; muchos/as de los/as expertos/ as en genética que habían colaborado con las investigaciones hasta entonces; algunos/as juristas, como Raúl Zaffaroni; y también la Comisión de Asesoramiento de la Provincia de Buenos Aires que coordina Sara Cánepa.

En 1986, el proyecto fue enviado por el Poder Ejecutivo al Senado con un mensaje del presidente Alfonsín:
“Tengo el agrado de dirigirme a vuestra honorabilidad con el objeto de someter a su consideración un proyecto de ley tendiente a crear el Banco Nacional de Datos Genéticos (BNDG) (...). La localización e identificación de niños en tales condiciones ha sido y continúa siendo preocupación del gobierno nacional y de la sociedad argentina en general. (...) El proyecto que se eleva a consideración de vuestra honorabilidad fue elaborado por una comisión integrada por representantes de la Subsecretaría de Derechos Humanos, la organización Abuelas de Plaza de Mayo y las subsecretarías de Salud y Acción Social y de Desarrollo Humano y Familia, así como por expertos en temas genéticos, lo cual quiere decir que incluye los aportes efectuados por todos los sectores que, de una u otra forma, tienen injerencia o especial interés en la decisión propuesta.”
En 1987, para evitar identificaciones erróneas se comenzó a realizar la identificación por ADN mitocondrial mediante la técnica de PCR. De esta manera, a los estudios de grupos sanguíneos (HLA) ahora se sumaba el ADN mitocondrial. A esta batería de sistemas de identificación pronto se sumaría la de los marcadores del cromosoma Y, para el seguimiento de la línea paterna.

### Creación
El proyecto obtuvo media sanción en el Senado y fue girado a la Cámara de Diputados. Ingresó en las comisiones de Asistencia Social y Salud Pública y en la de Asuntos Municipales y de los Territorios Nacionales, donde no sufrió nuevas modificaciones. Finalmente, la ley fue sancionada por la Cámara de Diputados el 13 de mayo de 1987. 
El Banco Nacional de Datos Genéticos fue creado en 1987 por ley 23.511 en la Presidencia del Dr. Raúl Alfonsín con el fin de obtener y almacenar información genética que facilite la determinación y esclarecimiento de conflictos relativos a la filiación. En particular la ley de creación hacía referencia a los "niños desaparecidos o presuntamente nacidos en cautiverio" durante la dictadura militar que se sucedió entre 1976 y 1983. Se dispuso que funcionara en el Servicio de Inmunología del Hospital Carlos G. Durand.
Se abrió un debate después de la sanción acerca del financiamiento del BNDG. En 1988, el Ministerio de Salud y Acción Social de la Nación y la Municipalidad de Buenos Aires firmaron un convenio que establecía qué gastos afrontaría cada jurisdicción. Por este acuerdo, la Municipalidad se haría cargo de suministrar y adecuar el ámbito físico y el equipamiento del laboratorio y de contratar al personal, mientras que el Ministerio se comprometía a financiar los reactivos y los demás insumos necesarios para la realización de los estudios. El servicio sería “gratuito” en todos los casos, aunque sólo los/as familiares consanguíneos de “niños desaparecidos o nacidos en cautiverio” estarían exentos de todo pago. 
Además, se recurriría al financiamiento privado, provenientes centralmente del extranjero por aportes y subsidios de fundaciones a las que las Abuelas accedían gracias a su inserción en las redes transnacionales de derechos humanos, como, por ejemplo, Acción de los Cristianos para la Abolición de la Tortura (ACAT) de Francia o el Consejo Mundial de Iglesias. 

## Actividad posterior
En 2009 se promulgó la Ley 26.548 que modificó las atribuciones del BNDG. En primer lugar estipuló que su objetivo era el de garantizar la obtención, almacenamiento y análisis de la información genética que sea necesaria como prueba para el esclarecimiento de delitos contra la humanidad cuya ejecución se haya iniciado en el ámbito del Estado nacional hasta el 10 de diciembre de 1983. Además le otorga las facultades de realizar investigaciones relativas a su objeto y de custodiar el archivo nacional de datos genéticos.
El BNDG, que pasó a depender del Ministerio de Ciencia, Tecnología e Innovación, debía garantizar el cumplimiento de las facultades otorgadas a la Comisión Nacional por el Derecho a la Identidad (CoNaDI).
El 18 de octubre de 2022, se construye en el BNDG el Archivo Nacional de Datos Genéticos, nombrado "Víctor Penchaszadeh", en su homenaje.
En 19 de septiembre de 2023, el BNDG nombra al laboratorio del Banco Nacional de Datos Genéticos “Mary-Claire King”, en honor a la genetista. Este acto fue realizado en el marco de las celebraciones por el aniversario 40 de la democracia y contó con la presencia misma de King.
El 10 de junio de 2024, el BNDG obtuvo la acreditación del Organismo Argentino de Acreditación (OAA) conforme a la Norma IRAM-ISO/IEC 17025: 2017, lo que valida su competencia técnica para realizar análisis genéticos con precisión y fiabilidad. Este logro refuerza su posición como referente en genética forense, cumpliendo con altos estándares internacionales de calidad en su Laboratorio Forense.
Fue un organismo autónomo y autárquico dentro de la órbita de la Jefatura de Gabinete de Ministros de Argentina hasta el mes de mayo de 2025, cuando por decreto 351/2025 se dispuso incorporarlo, en carácter de "organismo desconcentrado" a la órbita de la Secretaría de Innovación, Ciencia y Tecnología, reforma que tuvo como objetivo, según el texto del decreto, mejorar la eficiencia administrativa,  fortalecer la capacidad de respuesta y la simplificación organizativa, para una integración más efectiva de las áreas de apoyo del BNDG con la administración pública central.
Esto quiere decir que, a partir del 23 de mayo de 2025 el gobierno nacional, dentro de las atribuciones del Poder Ejecutivo para reformar y racionalizar la estructura estatal, disminuyendo el sobredimensionamiento que había contribuido al déficit financiero del país, según lo dispuesto en la Ley de Bases y Puntos de Partida para la Libertad de los Argentinos, dispuso por decreto una reestructuración completa del organismo, con el objetivo de optimizar los recursos públicos y mejorar la eficacia administrativa. La reestructuración no modificó las competencias esenciales del organismo ni afectó a la planta de empleados, hasta que se apruebe su nueva estructura organizativa, pero sí se estipuló que a partir de ese mes, todos los movimientos de personal derivados de esta reestructuración deberán contar con la aprobación de la Secretaría de Transformación del Estado y Función Pública, asegurando un control riguroso sobre las modificaciones realizadas. Con respecto a los cargos directivos (Director General Técnico, Subdirector Técnico y Subdirector Administrativo) pasaron a ser elegidos mediante concursos públicos que aseguren la idoneidad de los candidatos.
Además, se dispuso que el director General Técnico y el Subdirector Técnico deberán ser profesionales en Bioquímica o Biología Molecular, durarán 4 años en su cargo luego del concurso mencionado, y podrán ser reelegidos. Además, el director General Técnico tendrá como tareas coordinar las actividades para que respondan a los fines del decreto, así como representar al organismo y ejercer las funciones de carácter científico. Todos los créditos presupuestarios y recursos financieros del BNDG se transferirán a la Secretaría de Innovación, Ciencia y Tecnología de la Jefatura de Gabinete de Ministros.

## Debates políticos actuales
El decreto 351/2025 recibió duras críticas por parte de Abuelas de Plaza de Mayo, las cuales sostienen que las medidas tomadas entorpecen la búsqueda de los niños que fueron apropiados durante la dictadura, burocratizando y ralentizando la labor del BNDG. Por ello, presentaron una acción de amparo ante el Juzgado Federal en lo Criminal y Correccional N° 2 de San Martín, a cargo de la Dra. Alicia Vence, pidiendo se declare la inconstitucionalidad del decreto. Fundamentan esta pretensión en la la extrema vulnerabilidad en la que se encuentra el organismo, así como las muestras recolectadas, afirmando que el decreto permitiría la intervención de facto del gobierno en el BNDG.

## Funcionamiento
Más de  1200 personas acuden al BNDG anualmente ya que dudan de su identidad y creen ser hijos de desaparecidos. Luego de una extracción de sangre, los resultados demoran entre 2 semanas y un mes. Si bien pocos estudios al año resultan positivos, cada positivo cuenta como una persona que tiene la posibilidad de recuperar su verdadera identidad.
Las principales tareas que realiza el BNDG se basan en estudios genéticos que permiten identificar vínculos biológicos y de parentesco con personas que pueden llegar a ser hijos de desaparecidos. Comparan material genético de las personas que tienen dudas sobre su identidad con muestras de familiares que se guardan en el BNDG.
Se nutren del trabajo interdisciplinario entre biólogos, bioquímicos, bioinformáticos, antropólogos, entre otras disciplinas que realizan un trabajo en conjunto para colaborar con las restituciones. Además, el BNDG trabaja con otros organismos: Comisión Nacional por el Derecho a la Identidad, Asociación Abuelas de Plaza de Mayo, Consejo Nacional de Investigaciones Científicas y Técnicas, entre otros. 
En un principio se ubicaba en el Servicio de Inmunología del Hospital Carlos G. Durand. Actualmente, sus laboratorios se encuentran ubicados en la Avenida Córdoba 831, Ciudad Autónoma de Buenos Aires, Argentina.
Todos los servicios prestados, relacionados con las funciones establecidas en el artículo anterior, son gratuitos y dispone del Archivo Nacional de Datos Genéticos con toda la información genética necesaria para cumplir sus fines. Cualquier familiar directo de personas desaparecidas o presuntamente nacidas en cautiverio tiene derecho a obtener los servicios del Banco Nacional de Datos Genéticos.
El Banco no da información a particulares ni a entidades públicas o privadas sobre los datos registrados. La información genética almacenada sólo podrá ser suministrada por requerimiento y bajo control judicial. Las personas que presuman ser hijos o hijas de personas desaparecidas como consecuencia del terrorismo de Estado o aquellas personas presuntamente nacidas durante el cautiverio de sus madres, previo paso por la  CoNaDI,  tendrán acceso exclusivo a los informes, dictámenes y resultados de pruebas genéticas que los involucrasen directamente.
Para poder realizar un análisis de ADN en el BNDG primero hay que comunicarse con el CONADI. A partir de aquí, la CONADI comienza una investigación en donde indaga en un primer momento sobre la documentación de inscripción de nacimiento en las dependencias estatales y, en un segundo momento, en caso de que las dudas sobre la identidad persistan, la CONADI realiza una solicitud al BNDG para realizar el análisis comparativo de ADN. Otra forma de acceder al BNDG es a través de la justicia, a partir de denuncias e investigaciones policiales.

## Logros y reconocimientos
El BNDG Colaboró en más de la mitad de restituciones de identidad de nietos apropiados durante la última dictadura cívico militar. Reciben 120 consultas mensuales de personas con dudas sobre su identidad. Su objetivo es "encontrar a todos los nietos" que faltan, una cifra que supera los 300 incluyendo a los fallecidos.
Actualmente, el BNDG contiene más de 9000 muestras de material genético de familiares de personas desaparecidas durante la dictadura. Se calcula que el BNDG junto a otros organismos y mecanismos a ha colaborado en más de 80 de las 139 restituciones de las Abuelas y Madres de Plaza de Mayo.
A partir del Índice de Abuelidad y la creación del BNDG, las Abuelas de Plaza de Mayo junto con otros organismos de derechos humanos y científicos, fueron las primeras en proponer que las técnicas de ADN se usan para buscar justicia y respuestas frente a los casos de desaparición perpetrados en la última dictadura cívico militar, abriendo el camino a la utilización de estas técnicas en casos similares en  otros países, como El Salvador, Guatemala, Haití, Ruanda, México, Chile, Honduras, Etiopía y Filipinas. 
Al ser un organismo puntero en la aplicación de técnicas de genética forense en derechos humanos, son consultados por varios países, como por ejemplo Colombia y Perú que, por sus conflictos armados, requieren identificar a miles de desaparecidos.
En 2018 la Fundación Konex reconoció a la institución con un Diploma al Mérito de los Premios Konex como una de las Entidades de Investigación Científica y Tecnológica más importante de la última década en la Argentina.